# 高翅真鯊
高翅真鲨（学名：[Carcharhinus altimus] 错误：{{Lang}}：文本有斜体标记（帮助），又名大鼻白眼鲛、大鼻真鯊）为軟骨魚綱板鰓亞綱真鯊目真鲨科真鲨属的其中一種鱼类。

## 分類
本物種在1950年由Stewart Springer在的科學雜誌《美國博物館新聞》中命名為Eulamia altima。後來的學者將Eulamia屬視為真鯊屬的同義詞，種名altimus源自拉丁語altus（“深”），指的是鯊魚的深水習性。該模式標本是一隻未成熟的雌性，長1.3公尺，於1947年4月2日在佛羅里達群島的科斯格羅夫礁捕獲。

## 分布
本魚分布全球各大洋亞熱帶及熱帶海域，比如說佛罗里达、巴哈马、古巴、尼加拉瓜、哥斯达黎加、委内瑞拉沿海、塞内加尔、甘比亚、狮子山、象牙海岸、加纳、地中海海域、南非、马达加斯加以及大陆沿海、台湾东北部海域等。该物种的模式产地在美国佛罗里达。

## 生活水深
12至810公尺。

## 特徵
體修長，吻短鈍，前鼻瓣呈三角形。嘴部呈寬弧形，嘴角沒有明顯的皺紋，上頷齒寬且具明顯鋸齒邊緣，下頷齒具窄而直立之齒，尖而具鋸齒邊緣，上牙兩側各有14-16排。胸鰭長又寬，有尖銳的尖端和幾乎筆直的邊緣，背鰭兩枚，第一背鰭大致起源於胸鰭基部的後部，呈鐮狀，具有鈍的頂端和長的遊離後尖端；第二背鰭相對較大，位置位於臀鰭前面。尾鰭寬長，下葉前部顯著三角形突出，與後部間有一深缺刻，後部小三角形突出，尾端鈍尖。體背呈淡灰色，腹部白色，除腹鰭外，各鰭鰭尖漆黑。脊椎骨194至206枚，體長可達3公尺，體重可達167.8公斤。

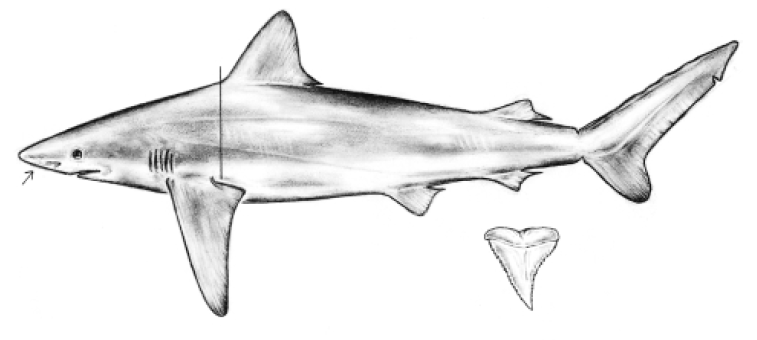
大鼻真鯊突出的鼻翼、高大的三角形上牙以及第一背鰭相對位置
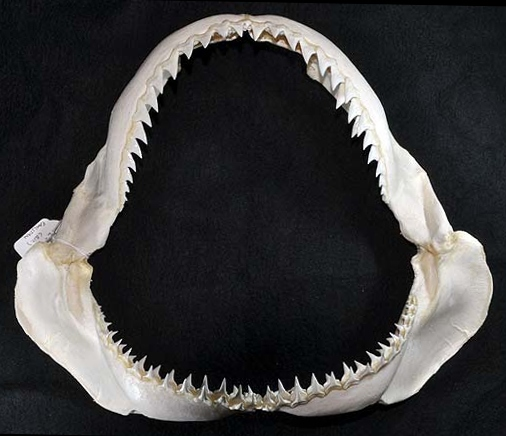
上下顎
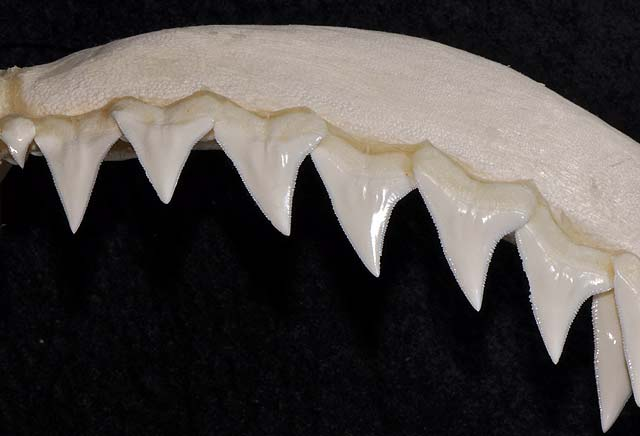
上排牙齒
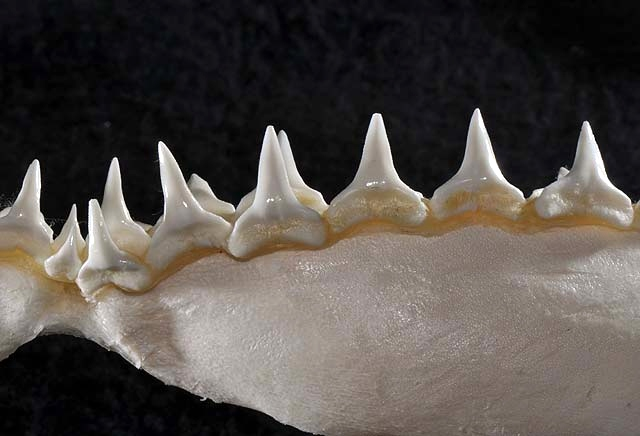
下排牙齒

## 生態
棲息於大陸棚及大陸坡交界處，小魚通常發現於淺水域，屬肉食性，以魚類、頭足類等為食。胎生，每次生產約3至15條仔魚。

## 經濟價值
本魚因喜歡較深水域，與人類接觸較少，通常由刺網、底拖網和深海中上層延繩釣所捕獲，在古巴用於生產肝油、鯊魚皮和魚粉。在其他地方，例如在東南亞，人們食用魚肉，並將魚翅運往東亞製成魚翅湯。在美國和澳洲均未進行商業用途，根據2007年大西洋鮪魚、箭魚和鯊魚漁業管理計劃，它被列為禁用物種。